# Żłobiste Wrótka
Żłobiste Wrótka (słow. Zlobná bránka, ok. 2395 m) – wąska szczerbinka między południowo-wschodnim końcem grani Żłobistych Czub a najwyższym, czyli głównym wierzchołkiem Żłobistego Szczytu w słowackich Tatrach Wysokich. Znajduje się w ich grani głównej. Na południowo-wschodnią stronę do Doliny Kaczej opada z niej urwista ściana mająca podstawę w piarżysto-płytowym kociołku. W ścianie tej brak jakiejkolwiek depresji. Ku południowemu zachodowi w Dolince Rumanowej ze Żłobistych Wrótek opada żleb. Prowadzi nim droga wspinaczkowa nr 1. Środek i górna część tego żlebu są szerokie i łatwe. Na wysokości około 2150 m żleb przekształca się w płytowo-trawiastą depresję, która jest lewą częścią ściany czołowej południowo-zachodniego żebra.
Drogi wspinaczkowe:
1. Przez żleb Żłobistych Wrótek; 0+ lub I (do grani) i II (na grani) w skali tatrzańskiej, czas przejścia 1 godz.
2. Z Wyżniej Żłobistej Przełączki, omijając grań; I, 1 godz.
3. Granią z Wyżniej Żłobistej Przełączki; II, 1 godz. 30 min
4. Południowo-wschodnią granią z Niżnej Żłobistej Przełączki na Żłobisty Szczyt; I, miejsce II, 1 godz.[2]

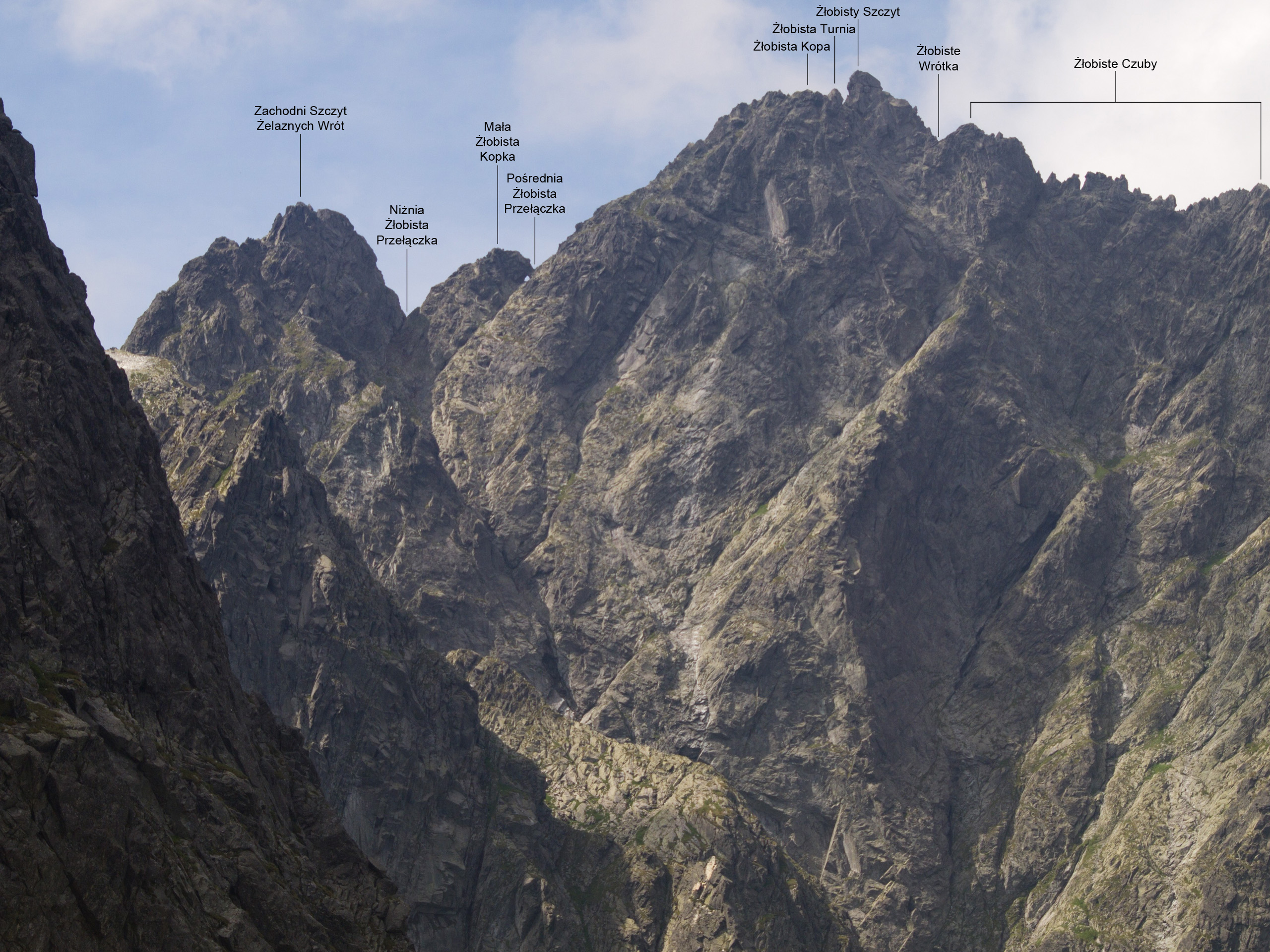
Widok znad Litworowego Stawu